# قائمة الأديرة في سوريا

## الأديرة في سورية
- دير سيدة صيدنايا، في صيدنايا، محافظة ريف دمشق.
- دير مار تقلا البطريركي، في بلدة معلولا، ريف دمشق.
- دير مار جرجس الحميراء، في بلدة المشتاية، محافظة حمص.
- دير الشيروبيم، في صيدنايا، ريف دمشق.
- دير رؤيا القديس بولس، في مدينة جديدة عرطوز، تل كوكب ريف دمشق.
- دير مار سركيس وباخوس، في بلدة معلولا، ريف دمشق.
- دير مار إلياس الحي، في معرة صيدنايا، ريف دمشق.
- دير مار إلياس الريح، في بلدة الصفصافة، محافظة طرطوس.
- دير مار موسى الحبشي، في مدينة النبك، محافظة ريف دمشق.
- دير مار إليان الحمصي، في مدينة القريتين، محافظة حمص.
- دير القديس سمعان، في جبل سمعان، محافظة حلب.
- دير السيدة بلمانا، في مدينة بانياس، محافظة طرطوس.
- دير سيدة النجاة، في يبرود، محافظة ريف دمشق.
- دير السيدة، في ربلة، محافظة حمص.
- دير مار إلياس، في ربلة، محافظة حمص.
- دير القديس توما، في صيدنايا، محافظة ريف دمشق.
- دير مار أفرام السرياني، في معرة صيدنايا، محافظة ريف دمشق.
- دير القديس جاورجيوس، في صيدنايا، ريف دمشق.
- دير راهبات المحبة - اللعازريات، في مدينة الزبداني، محافظة ريف دمشق.
- دير القديس بولس، في مدينة صافيتا، محافظة طرطوس.
- دير بنا سطور، في جبل سمعان، محافظة حلب.
- دير الرهاب، في جبل سمعان، محافظة حلب.
- دير سيدة الحنان، في بلدة كفرون - بشور، محافظة طرطوس.
- دير الآباء السالزيان، في بلدة كفرون، محافظة طرطوس.
- دير مار برصوم، محافظة الرقة.
- دير القديس كريستوفورس، في معرة صيدنايا، ريف دمشق.
- دير الرصافة، في مدينة الرصافة، محافظة الرقة.
- دير زكي، في محافظة الرقة.
- دير مار يعقوب، في قاره، القلمون، ريف دمشق.
- دير اخشان، فب جبل الحلقة، محافظة حلب.
- دير ست الروم، في جبل الحلقة، محافظة حلب.
- دير برج السبع، في جبل الحلقة، محافظة حلب.
- دير تل عادة، في جبل الحلقة، محافظة حلب.
- دير الآباء المخيتاريين، في الأشرفية، محافظة حلب.
- دير راهبات الحبل، في جبل نهر، العزيزية، محافظة حلب.
- دير الابتداء، في جبل نهر، العزيزية، محافظة حلب.
- دير الفاروس، في اللاذقية.
- دير الملاك ميخائيل، في مصيف كسب، محافظة اللاذقية.
- دير سيدة الانتقال، في مصيف كسب، محافظة اللاذقية.
- دير داما، في بلدة داما، محافظة السويداء.
- دير شقا، في بلدة شقا، في محافظة السويداء.
- دير النصراني، في بلدة ملح، محافظة السويداء.
- دير العامود، في محافظة الرقة.
- دير فسقين، في محافظة الرقة.
- دير كفلودين، في جبل الحلقة، محافظة حلب.
- دير راهبات البزنسون، في خبب، محافظة درعا.